# انتقام (فیلم ۱۹۸۸)
«انتقام» (انگلیسی: Inteqam) فیلمی هندی است که در سال ۱۹۸۸ منتشر شد. بازیگران اصلی این فیلم آنیل کاپور و سانی دیول هستند.